# Guerra d'indipendenza (film)
Guerra d'indipendenza (Bunker Hill Bunny) è un film del 1950 diretto da Friz Freleng. È un cortometraggio d'animazione della serie Merrie Melodies, uscito negli Stati Uniti il 23 settembre 1950. Dal 1999 viene distribuito col titolo I due nemici.

## Trama
Nel 1776, durante la guerra d'indipendenza americana, viene combattuta la battaglia delle Alture di Ciambelloni in cui il minuteman Bugs Bunny difende un forte di legno (con un solo cannone) contro l'assiano Sam von Schmamm, che attacca da una grande fortezza di pietra pesantemente corazzata e irta di artiglieria. Ciò nonostante, Sam è l'unico a presidiare il suo forte, il che rende difficile conquistare quello di Bugs considerando che il coniglio può conquistare il suo simultaneamente. Sam tenta di continuare il suo bombardamento, ma Bugs è in grado di difendersi semplicemente acchiappando le palle di cannone del nemico con il proprio cannone e rilanciandole indietro, finché il coniglio non spara un grosso tappo sul cannone principale di Sam, che viene colpito in faccia mentre cerca di rimuoverlo. Frustrato, Sam scava un tunnel che collega la sua base a quella di Bugs. Una volta riemerso accende un fiammifero, ritrovandosi in una stanza piena di tritolo che esplode immediatamente.
Come ultima mossa, Sam usa un barilotto di polvere da sparo nel tentativo di far saltare in aria la base di Bugs; la polvere cade però nella sua tasca posteriore a causa di un buco nel barile, creando una scia. Dopo che Sam accende la miccia, Bugs la spegne e accende invece la scia di polvere da sparo lasciata da Sam. Fuggendo dall'inevitabile scia, Sam scappa dalla base e sale su un melo, che alla fine esplode. A questo punto Sam decide di disertare i ribelli e di unirsi a Bugs. I due marciano quindi fianco a fianco mentre suonano The Girl I Left Behind con flauto e tamburo come nel dipinto di Archibald Willard The Spirit of '76.

## Distribuzione

### Edizione italiana
Il corto arrivò in Italia direttamente in televisione negli anni ottanta. Il doppiaggio fu eseguito dalla Effe Elle Due e diretto da Franco Latini su dialoghi di Maria Pinto, i quali si differenziano quasi completamente da quelli della versione originale; inoltre Sam viene chiamato Yosemite Sam pronunciando Yosemite in due modi diversi, entrambi errati. Per l'uscita in VHS nel 1999, il corto fu ridoppiato dalla Angriservices Edizioni sotto la direzione di Renzo Stacchi su dialoghi corretti ad opera di Giorgio Tausani, sebbene Sam non venga mai definito un assiano ma un mercenario. Non essendo stata registrata una colonna internazionale, in entrambi i casi fu sostituita la musica presente durante i dialoghi.

### Edizioni home video

#### VHS
America del Nord
- A Salute to Friz Freleng (1985)
- Yosemite Sam's Yeller Fever (1993)
- Looney Tunes: The Collector's Edition - A Looney Life (1999)

Italia
- Caccia al coniglio (1999)

#### Laserdisc
- Hare Beyond Compare (1994)

#### DVD
Il corto fu pubblicato in DVD-Video in America del Nord nel quarto disco della raccolta Looney Tunes Golden Collection: Volume 1 (intitolato Looney Tunes All-Stars: Part 2) distribuita il 28 ottobre 2003; il DVD fu pubblicato in Italia il 2 dicembre 2003 nella collana Looney Tunes Collection, col titolo All Stars: Volume 2. Fu inserito anche nel secondo disco della raccolta DVD Looney Tunes Spotlight Collection Volume 1, uscita in America del Nord sempre il 28 ottobre 2003, ristampato il 17 giugno 2014 col titolo Looney Tunes Center Stage: Volume 2.